# Tipula perfidiosa
Tipula perfidiosa är en tvåvingeart som beskrevs av Alexander 1945. Tipula perfidiosa ingår i släktet Tipula och familjen storharkrankar. Inga underarter finns listade i Catalogue of Life.